# Saint-Eugène (Aisne)
Saint-Eugène é uma comuna francesa na região administrativa de Altos da França, no departamento de Aisne. Estende-se por uma área de 6,75 km². Em 2010 a comuna tinha 245 habitantes (densidade: 36,3 hab./km²).